# アルバート (クラリネットメーカー)
アルバート（Albert）はベルギーのブリュッセルに本拠をおいたクラリネットのメーカー。
創業者はユージーン・アルバート（ウジェーヌ・アルベール、Eugène Albert、1816年 - 1890年）で、1839年よりクラリネット製造を開始、その後その3人の息子達に引き継がれ、第一次世界大戦の終わりまでクラリネットの製造を続けた。ニューオーリンズでジャズがさかんに演奏されていた頃は、ベーム式はあまり普及されておらず、アルバート式クラリネットが主役となった。キーが少ないため奏法はたいへん難しく技術が要るが、アルバート式独特の美しい音色が出るといわれる。